# 1757
| 1757               |
| ------------------ |
| Dødsfald - Fødsler |
| • Begivenheder     |

| Gregoriansk kalender | 1757 MDCCLVII           |
| Ab urbe condita      | 2510                    |
| Armensk kalender     | 1206 ԹՎ ՌՄԶ             |
| Kinesiske kalender   | 4453 – 4454 丙子 – 丁丑 |
| Etiopisk kalender    | 1749 – 1750             |
| Jødisk kalender      | 5517 – 5518             |
| Hindukalendere       |                         |
| - Vikram Samvat      | 1812 – 1813             |
| - Shaka Samvat       | 1679 – 1680             |
| - Kali Yuga          | 4858 – 4859             |
| Iransk kalender      | 1135 – 1136             |
| Islamisk kalender    | 1170 – 1172             |

Konge i Danmark: Frederik 5. 1746-1766
Se også 1757 (tal)

## Begivenheder
- Slaget ved Prag
- Slaget ved Rossbach
- Slaget ved Leuthen

### Januar
- 2. januar – Robert Clive af Indien indtog Kolkata (dengang Calcutta), som var indtaget af Nawab af Bengalen. Af 146 engelske fanger overlever kun 23

### Februar
- 1. februar - i Danmark bliver der indført bødestraf for drukkenskab

### Juni
- 23. juni - under ledelse af general Robert Clive besejrer briterne de indiske styrker i slaget ved Plassey

## Født
- 28. november – William Blake, engelsk poet

## Dødsfald
- 23. juli – Domenico Scarlatti, italiensk komponist. 71 år.